# Soulless
Soulless — третий студийный альбом шведской дэт-метал-группы Grave, вышедший в 1994 году.

## Об альбоме
В Soulless звук намного ниже по сравнению с предшествиниками. Также был снят первый клип.

## Список композиций
| №                   | Название            | Длительность |
| ------------------- | ------------------- | ------------ |
| 1.                  | «Turning Black»     | 4:31         |
| 2.                  | «Soulless»          | 3:08         |
| 3.                  | «I Need You»        | 4:18         |
| 4.                  | «Bullets Are Mine»  | 3:43         |
| 5.                  | «Bloodshed»         | 4:11         |
| 6.                  | «Judas»             | 3:00         |
| 7.                  | «Unknown»           | 3:37         |
| 8.                  | «And Here I Die»    | 3:40         |
| 9.                  | «Genocide»          | 3:46         |
| 10.                 | «Rain»              | 4:08         |
| 11.                 | «Scars»             | 5:32         |
| Общая длительность: | Общая длительность: | 43:34        |